# 英国室内乐团

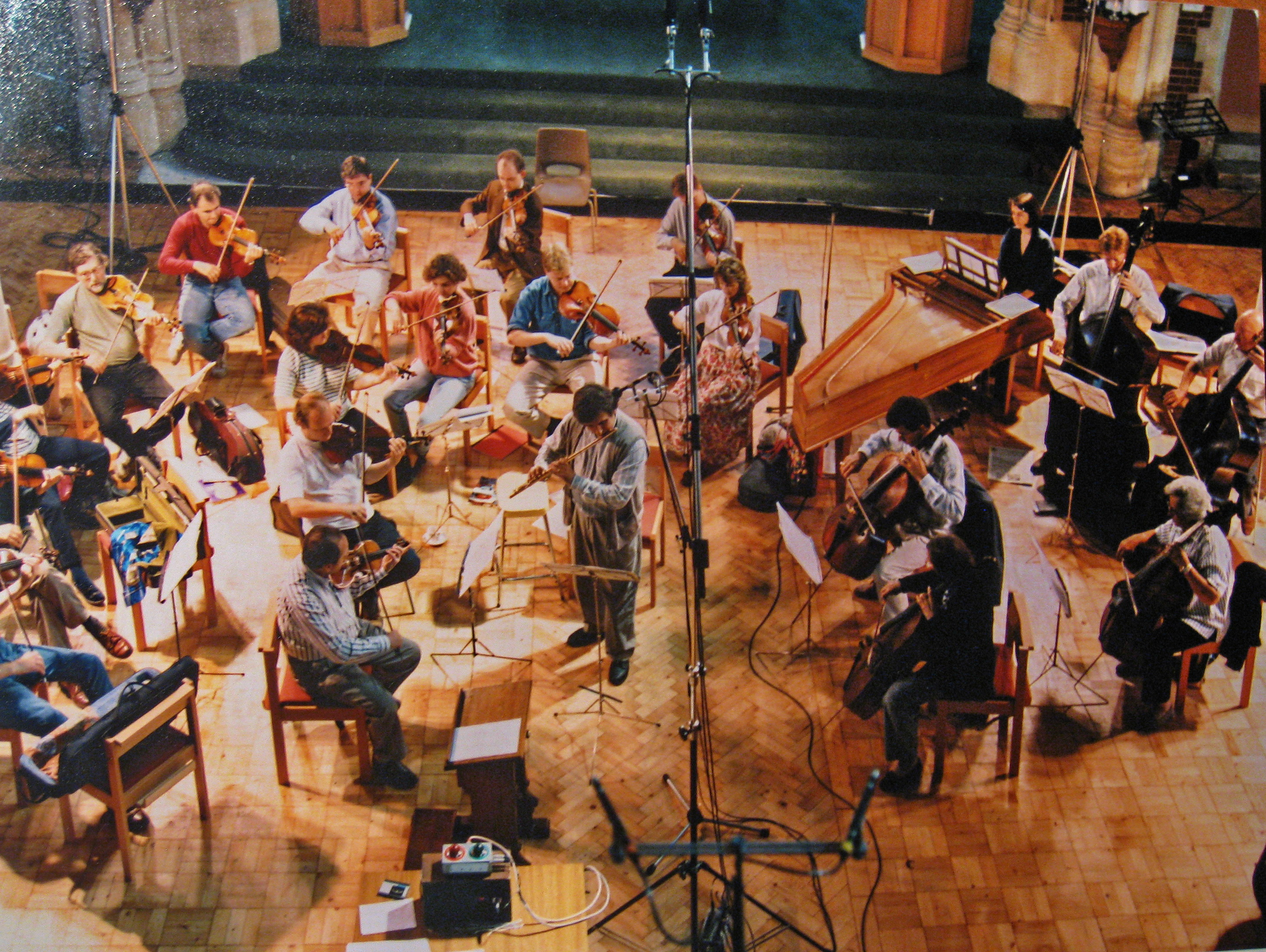
英国室内乐团，1995年

英国室内乐团（英語：English Chamber Orchestra，縮寫：ECO），是一个位于英国伦敦的室内乐团，定期在英国及全球巡回演出，录制有上千张唱片。英国室内乐团起源于1948年劳伦斯·伦纳德和阿诺德·戈德斯布鲁（Arnold Goldsbrough）创立的戈德斯布鲁管弦乐团（Goldsbrough Orchestra），并于1960年改为现名，在那之后，乐团的曲目范围不仅限巴洛克时期，但乐团规模一直保持在莫扎特时期管弦乐团的规模。
英国室内乐团与本杰明·布里顿、科林·戴维斯、丹尼尔·巴伦博伊姆、雷蒙德·莱帕德、内田光子、伊扎克·帕尔曼和平夏斯·祖克曼等音乐家有过令人称道的合作。
乐团早期并无首席指挥，1985年，杰弗里·泰特被任命为第一任首席指挥。2000年，拉爾夫·戈托尼被任命为第二首席指挥。2009年6月，英国室内乐团任命保罗·沃特金斯为新的音乐总监，从2009-2010乐季开始生效，初始合同期为三年。